# Martew
Martew (deutsch Marthe, früher Marte) ist ein Dorf in der Landgemeinde (Gmina) Tuczno (Tütz) im Powiat Wałecki (Deutsch Kroner Kreis) der polnischen Woiwodschaft Westpommern.

## Geographische Lage
Das Dorf liegt im Netzedistrikt des ehemaligen Westpreußen, etwa 30 Kilometer westsüdwestlich von Wałcz (Deutsch Krone), 20 Kilometer südlich von Mirosławiec (Märkisch Friedland) und 4 Kilometer südwestlich von Tuczno (Tütz).

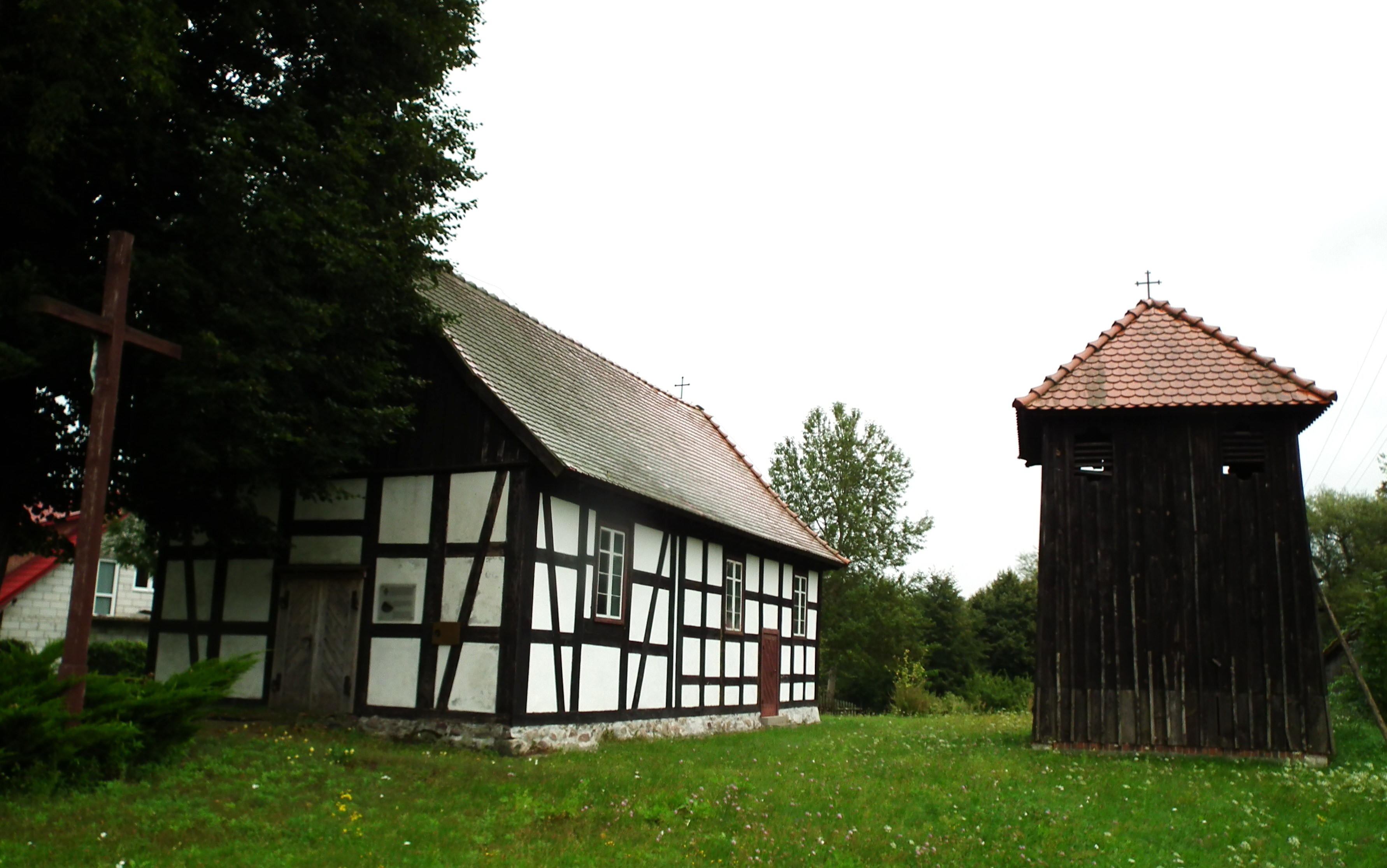
Dorfkirche, bis 1945 Gotteshaus der katholischen Gemeinde Marthe (Aufnahme 2017)

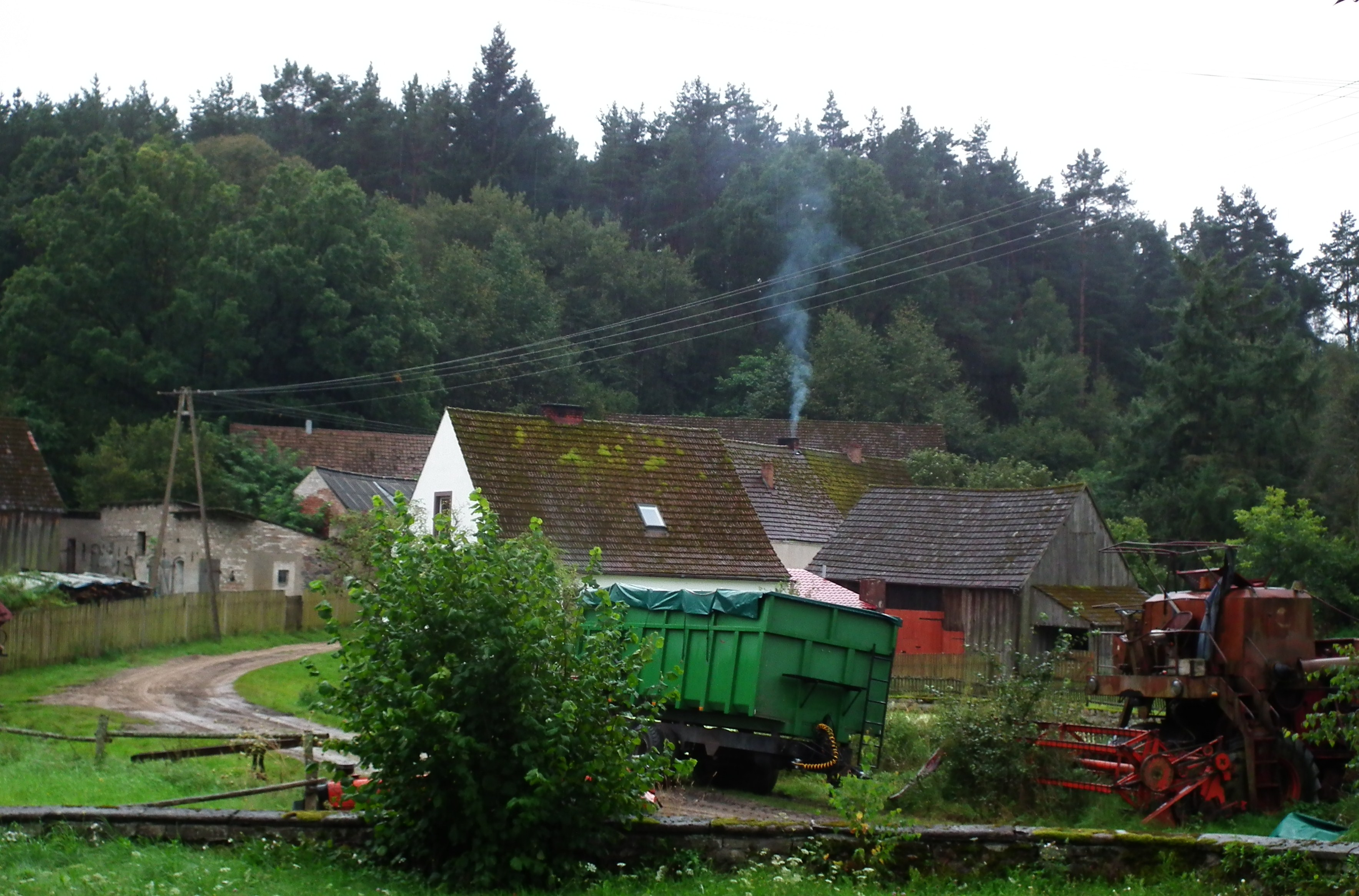
Häusergruppe im Dorf (Aufnahme 2017)

## Geschichte
Die Ortschaft Marthe gehörte früher zur Herrschaft Tütz. Im Jahr 1337 hieß das Dorf Martha und lag mit seinen 64 Hufen verödet. 1736 war hier kein Vorwerk. Im Jahr 1783 war ein Starost namens von Malczenski für den Ort zuständig.
Um 1930 hatte die Gemeinde Marthe vier Wohnplätze:
- Forsthaus Plötzenfließ
- Forsthaus mit Arbeiterhäusern A und B Marthenberg
- Marthe
- Vorwerk Quast

Im Jahr 1945 gehörte Marthe zum Landkreis Deutsch Krone im Regierungsbezirk Grenzmark Posen-Westpreußen der preußischen Provinz Pommern des Deutschen Reichs. Marthe war dem Amtsbezirk Schloss Tütz zugeordnet.
Im Februar 1945 wurde Marthe von der Roten Armee besetzt. Nach Beendigung der Kampfhandlungen wurde die Region seitens der sowjetischen Besatzungsmacht zusammen mit ganz Hinterpommern und der südlichen Hälfte Ostpreußens – militärische Sperrgebiete ausgenommen – der Volksrepublik Polen zur Verwaltung überlassen. Es wanderten nun Polen zu. Marthe wurde unter der polnischen Ortsbezeichnung „Martew“ verwaltet. Die einheimische Bevölkerung wurde von der polnischen Administration aus Marthe vertrieben.

### Demographie
| Jahr | Einwohner | Anmerkungen |
| ---- | --------- | --- |
| 1736 | –         | bewohnt von einem Freischulzen, acht Freibauern, sieben halben Zinsbauern, sieben Dienstbauern und drei Gärtnern |
| 1783 | –         | adliges Dorf nebst einer katholischen Kirche, im Netzedistrikt, Kreis Krone, 22 Feuerstellen (Haushaltungen)     |
| 1818 | 152       | adliges Dorf |
| 1910 | 325       | am 1. Dezember (darunter 58 Evangelische und 265 Katholiken; eine Person mit polnischer Muttersprache)           |
| 1925 | 420       | darunter 85 Evangelische und 335 Katholiken                                                                      |
| 1933 | 364       | [ 6 ] |
| 1939 | 359       | [ 6 ] |

## Kirche
Im Jahr 1641 war hier eine Kapelle, Filiale von Tütz. Die vor 1945 anwesende Dorfbevölkerung war mehrheitlich katholisch.
Die Protestanten des Dorfs gehörten zum Kirchspiel Tütz.